# 236616 Gray
236616 Gray este un asteroid din centura principală de asteroizi.

## Descriere
236616 Gray este un asteroid din centura principală de asteroizi. A fost descoperit pe 1 mai 2006 la Mauna Kea de Paul Wiegert. Asteroidul prezintă o orbită caracterizată de o semiaxă mare de 2,64 ua, o excentricitate de 0,05 și o înclinație de 2,0° în raport cu ecliptica.